# Marketing szeptany
Marketing szeptany (ang. whisper marketing, word of mouth marketing) – działania marketingowe mające za zadanie dotarcie z informacją marketingową do odbiorcy za pośrednictwem bezpośredniego, wyglądającego na „spontaniczny” przekazu ustnego.
Kanałem przekazu informacji w marketingu szeptanym jest bezpośrednia dyskusja lub opowiadanie.

## Buzz marketing
Buzz marketing (ang. buzz – szum, brzęczenie pszczół) jest terminem używanym w marketingu szeptanym na określenie strategii wywoływania dyskusji wśród konsumentów na temat przedmiotu akcji marketingowej. Opiera się na założeniu, że interakcje pomiędzy konsumentami i użytkownikami produktu lub usługi przyczyniają się do wzmocnienia oryginalnego przekazu marketingowego. Buzz jest opisywany czasem jako robienie szumu wśród potencjalnych konsumentów; mętne i mało oczywiste, ale pozytywne skojarzenie z produktem bądź usługą oraz ekscytacja lub wyczekiwanie produktu lub usługi. Pozytywny „szum” jest częstym celem marketingu wirusowego, public relations oraz marketingu prowadzonego w mediach Web 2.0. Terminu buzz marketing używa się zarówno w stosunku do realizacji strategii, jak i do jej efektu – wytworzonej dobrej woli w grupie klientów docelowych. Przykładami projektów wykorzystujących buzz marketing przed wprowadzeniem produktu na rynek były: Harry Potter, Volkswagen New Beetle, Pokémon, Beanie Babies oraz Blair Witch Project.

## Efekt wirusowy
Marketing wirusowy oraz reklama wirusowa to techniki marketingowe korzystające z istniejących już sieci społecznych i społecznościowych w celu uzyskania wzrostu świadomości marki lub innych celów marketingowych (takich jak sprzedaż produktów), poprzez wywołanie samoreplikujących się procesów społecznych rozprzestrzeniających się na zasadzie analogicznej do rozprzestrzeniania się wirusów. Procesem tym może być wywoływanie dyskusji na temat produktu, wzmocnione poprzez efekt sieci w internecie. Wirusowe promocje mogą mieć formę klipów wideo, interaktywnych gier flash, reklam ukrytych w grach, ebooków, zakupionego przez firmę opogramowania wraz z prawami autorskimi, zdjęć oraz wiadomości tekstowych. Celem sprzedawców zainteresowanych tworzeniem skutecznych programów marketingu wirusowego jest identyfikacja osób posiadających wysoki Social Networking Potential (SNP, pol. potencjał sieci społecznościowych), co powoduje że docelowa informacja zostanie powielona przez inne jednostki, wywołując efekt jej wirusowego rozprzestrzeniania się. Termin marketing wirusowy bywa stosowany w znaczeniu pejoratywnym w odniesieniu do technik manipulowania konsumentem, poprzez ukrywanie kampanii reklamowych, pozbawionego skrupułów astroturfingu w internecie, w połączeniu z innymi technikami marketinowymi, mająch na celu wywołanie entuzjastycznego szumu wśród nieświadomych manipulacji konsumentów.

## Przykłady zastosowania marketingu szeptanego
Przykładami realizacji marketingu szeptanego mogą być między innymi:
- zlecenie pracownikom zakładu fryzjerskiego prowadzenia rozmowy o nowej linii kosmetyków do włosów podczas wykonywania usług fryzjerskich.
- przekazywanie produktów nowo wprowadzonych na rynek grupie nieopłacanych „agentów-wolontariuszy”, którzy korzystając z produktu, przekazują swoją opinię znajomym.
- zatrudnienie aktorów, którzy na przykład podając się za turystów, przekazują treści przekazu marketingowego napotkanym przechodniom i dokonują nieformalnej prezentacji produktu.

Przez niektórych teoretyków marketingu marketing szeptany utożsamiany jest z pojęciem marketing wirusowy. Jednakże o ile celem i efektem działania marketingu szeptanego może być rozprzestrzenianie informacji w sposób właściwy dla marketingu wirusowego, to nie jest to warunek konieczny, gdyż o szeptanym charakterze działań marketingowych decyduje kanał przekazu marketingowego.
Szeroka definicja marketingu szeptanego (buzz marketing) jest pojęciem szerszym niż marketing wirusowy.

## Analizy w marketingu szeptanym
Konsumenci mogą promować marki poprzez dyskusje na ich temat jeśli zachowane zostaną pewne czynniki społeczne, funkcjonalne i emocjonalne. Badania wykazały trzynaście cech marki, które stymulują promocję szeptaną:
Czynniki społeczne – dotyczą sygnalizacji społecznej, chęci podkreślenia swojego statusu, wyrażenia swojej niepowtarzalności oraz uczestniczenia w społeczności:
- jakość – szacunek do marki
- luksusowość (sygnalizacja statusu społecznego)
- różnicowanie (produkt jest narzędziem do podkreślania swojej unikalności w grupie społecznej)
- widoczność (zauważalność)
- znaczenie marki dla szerokiego grona odbiorców

Czynniki funkcjonalne – dotyczą udostępniania informacji:
- wiek marki na rynku
- rodzaj oferowanego produktu lub usługi
- złożoność (zawiłość) oferowanych informacji
- znajomość marki (wiedza na jej temat)

Czynniki emocjonalne – dotyczą wymiany pozytywnych, bądź negatywnych odczuć na temat marek:
- ekscytacja
- zadowolenie konsumentów
- zaangażowanie

Czynniki hybrydowe:
- postrzegane ryzyko

Badanie wykazały również, że podczas gdy społeczne i funkcjonalne czynniki opiniotwórcze są najważniejsze w promocji szeptanej w internecie, to czynniki emocjonalne dominują w promocjach offline.